# Казахдікан
Казахдіка́н (каз. Қазақдиқан) — село у складі Меркенського району Жамбильської області Казахстану. Входить до складу Актоганського сільського округу.
У радянські часи село називалося Казах-Діхкан.
Населення — 481 особа (2021; 507 у 2009, 303 у 1999, 476 у 1989).